# KMD Rolf Krake
El KMD Rolf Krake fue el primer buque blindado de la Marina real danesa y el primer buque torre construido sobre la base de los diseños del capitán inglés Cowper Coles, es decir, el primero en construirse con torres giratorias para cargar la artillería principal del buque y no en andanas como era común en esa época. Su construcción empezó antes del USS Monitor, aunque fue terminado mucho después. Fue el primer buque en el mundo en tener dos torres giratorias sobre la línea central, adelantándose a los monitores Clase Milwaukee.

## Historial
Sirvió como batería flotante para defender al país ante una posible guerra con Prusia. Supuestamente no era navegable en alta mar, aunque hizo el recorrido sólo desde Gran Bretaña hasta Dinamarca.
Durante la guerra entre Dinamarca, Prusia y Austria, este buque atacó puertos alemanes, pero cautelosamente para evitar a los torpederos. Cuando llegaron los buques blindados austríacos a los cuales debía enfrentarse, la guerra había finalizado.